# Associação Atlética Iguaçu
Associação Atlética Iguaçu é uma agremiação esportiva da cidade de União da Vitória, no sul do estado do Paraná. Suas cores oficiais são o amarelo e o azul.

## História
Fundado em 15 de agosto de 1971 por Ricardo Gianordolli, coronel do então 5º Batalhão de Engenharia de Combate (hoje Blindado) em Porto União (cidade vizinha a União da Vitória).
Após um recesso nas suas atividades, iniciadas no final de 1997, a equipe retornou ao futebol profissional em 2006, disputando a Divisão de Acesso, onde conquistou a primeira colocação. Porém, problemas envolvendo documentação de um jogador fizeram o clube perder pontos e, consequentemente, sua vaga na elite do futebol paranaense. Em 2007 foi convidado a disputar a primeira divisão porque alguns clubes desistiram ou foram impedidos de disputar o campeonato. O Iguaçu disputou a competição e terminou na 13ª colocação.
Para o campeonato de 2009, uma parceria com o Paraná Clube foi realizada para a montagem de um time na disputa da primeira divisão do estadual. Pela troca da cota de televisionamento a que o clube teria direito, o Paraná Clube forneceria um plantel completo de jogadores e comissão técnica, sem ônus para o Iguaçu. Ao final do campeonato, houve o rebaixamento do clube, que terminou na última colocação (15ª), com apenas 14 pontos dos 42 disputados.
Em 2010, o Iguaçu participaria da 2ª Divisão (Série Prata), mas, por pendências financeiras perante a FPF, não foi convidado ao arbitral, sendo automaticamente rebaixado para a 3ª Divisão (Série Bronze) do mesmo ano. Tentou na Justiça Desportiva a manutenção na sua vaga, mas sem sucesso.
Após esse fato, o Agex Futebol Clube, clube da cidade de Curitiba e que estava filiado à Federação Paranaense de Futebol, procurou o Iguaçu a fim de realizar uma parceria. O Agex usaria sua vaga e seu CNPJ para disputar a Série Bronze de 2010, enquanto o Iguaçu participaria com sua estrutura sediada em União da Vitória, ou seja, o estádio municipal, os atletas e comissão técnica, uniformes e suas cores, alojamentos e, principalmente, o apoio da sua torcida local. Criou-se então a fusão Iguaçu/Agex.
O clube se inscreveu na competição utilizando o Cadastro Nacional de Pessoa Jurídica e a vaga esportiva do clube da capital paranaense.
Em um primeiro momento, a fusão e a campanha da primeira temporada foi exitosa. O clube chegou à final do Campeonato Paranaense da Terceira Divisão de 2010, ficando com o vice campeonato do torneio ao ser batido pelo Metropolitano Maringá, em partidas de ida e volta.
Com o resultado obtido no ano anterior, o Iguaçu/Agex assegurou vaga para a disputa do Campeonato Paranaense da Segunda Divisão 2011. Naquele torneio, terminou na sexta colocação o que não foi suficiente para o acesso.
Findado o campeonato, a parceria com o clube curitibano, que já enfrentava inúmeros problemas, foi desfeita. Assim, a população de União da Vitória e região voltou ao cenário dificultoso do seu time originário, isto é, da Associação Atlética Iguaçu, cuja personalidade jurídica sempre fora independente.     
Como as pendências financeiras não foram sanadas, o Iguaçu não pôde participar da 3ª Divisão 2012, assim como não havia participado das duas edições anteriores (lembrando que o clube criado pela fusão não tinha em nada a ver com a Pantera do Vale, pois esta apenas havia cedido sua estrutura e identidade visual aos parceiros da capital). 
Em 2013, o Iguaçu sofreu um processo administrativo na FPF, com vistas a sua desfiliação. Com o processo administrativo da federação local, o clube ficou impedido de participar dos campeonatos da FPF de 2013 até 2018, quando houve o cumprimento das normas legais pelo Iguaçu (bem como o pagamento da taxa de refiliação e da CBF), e assim, a Federação concedeu o direito do clube de voltar a competir profissionalmente.
Em 15 de agosto de 2017, foi eleita a nova Diretoria Executiva para o biênio 2017/2019, tendo como presidente o empresário José Luis Ruski (reeleita para o biênio 2019-2021).
No ano de 2019 voltou a disputar campeonatos oficiais, disputando o Campeonato Paranaense da Terceira Divisão, terminando na 5ª colocação.
Em janeiro de 2020, com a desistência do Foz do Iguaçu, e os impedimentos por pendências com a FPF do Arapongas e Batel foram chamados para preencher as vagas no Campeonato Paranaense de Futebol - Segunda Divisão de 2020, o Araucária Esporte  Clube, o Azuriz Futebol Clube, e a Associação Atlética Iguaçu.  Porém, o Batel obteve na Justiça Desportiva o direito de participar do Campeonato, o que levou a FPF a retirar o convite ao Clube.
Teve que então, disputar novamente em 2020, a Terceira Divisão, aonde se sagrou campeão, galgando o acesso a Segunda Divisão no ano de 2021.
Nas duas temporadas seguintes, o Iguaçu disputou a Segunda Divisão do torneio estadual e em ambas terminou na 5ª colocação, faltando muito pouco para alcançar o Quadrangular Final da competição e consequentemente disputar o retorno à Primeira Divisão.
Em 2022, o Iguaçu com seu time sub-20, a fim de se preparar melhor, disputou o torneio local Taça Planalto Norte, do qual sagrou-se campeão invicto ao bater dentro de casa, pelo placar de 1 a 0, a Sociedade Esportiva Lagoa do município de Antônio Olinto Em que pese a competição seja relativa à temporada 2022, a partida final foi disputada no Estádio Municipal Antiocho Pereira em 29 de janeiro de 2023.
Em 2023, o Iguaçu conseguiu se classificar para o Play-Off de acesso para o Campeonato Paranaense de Futebol, Mas foi derrotado com uma virada histórica pelo Clube Andraus Brasil, que seria o campeão da edição.

## Estádio
O clube manda seus jogos no Estádio Municipal Antiocho Pereira, ampliado em 1987, onde era o antigo Estádio do União EC (clube amador), com capacidade para 12.000 pessoas, que substituiu o antigo Estádio Enéas Muniz de Queiroz, da Rede Ferroviária Federal, ainda existente.
Recorde de público foi de 16.000 pessoas na partida Iguaçu e Coritiba, pela 2ª rodada do Campeonato Paranaense de Futebol de 2009, em 28 de janeiro de 2009.

## Títulos
| ESTADUAIS | ESTADUAIS                          | ESTADUAIS | ESTADUAIS         |
|           | Competição                         | Títulos   | Temporadas        |
| --------- | ---------------------------------- | --------- | ----------------- |
|           | Campeonato Paranaense - 2ª Divisão | 3         | 1987, 1991 e 1996 |
|           | Campeonato Paranaense - 3ª Divisão | 1         | 2020              |

### Outras conquistas
| Regionais | Regionais                 | Regionais | Regionais  |
|           | Competição                | Títulos   | Temporadas |
| --------- | ------------------------- | --------- | ---------- |
|           | Taça Planalto Norte SC/PR | 1         | 2022       |

## Estatísticas

### Participações
|  | Participações em 2025 |

| Competição | Competição            | Temporadas | Melhor campanha     | Estreia | Última | P | R |
| Paraná     | Campeonato Paranaense | 20         | 4º colocado (1974)  | 1972    | 2009   |   | 5 |
| Paraná     | Segunda Divisão       | 19         | Campeão (3 vezes)   | 1979    | 2025   | 4 | 2 |
| Paraná     | Terceira Divisão      | 3          | Campeão (2020)      | 2019    | 2020   | 2 |   |
| Paraná     | Quarta Divisão        | 1          | 1ª fase (2001)      | 2001    | 2001   | – |   |
| Brasil     | Série C               | 1          | 27º colocado (1988) | 1988    | 1988   |   |   |